# Zanderska flickpensionen
Zanderska flickpensionen eller enbart Zanderska pensionen, var en privat flickpension och internatskola mellan åren 1855 och 1910. Skolan leddes av systrarna Hilma Zander och Emelie Zander (inledningsvis även yngsta systern Vilhelmina). Under en period arbetade även brodern Gustaf Zander vid skolan och under denna tid utvecklade han den "mediko-mekaniska gymnastiken", en föregångare till dagens gym. Skolan var verksam under en tid då de gamla flickpensionerna allmänt ersattes av högre flickskolor.

## Historia

### Bakgrund
Hilma Zander (1826–1894) och Emelie Zander (1830–1902) föddes i Stockholm som döttrar till rådman J.G. Zander (d. 1852). De hade tre bröder och en syster, Vilhelmina "Mina". Hemmet var musikaliskt och religiöst, och Emelie ansågs så lovande i sång att hennes lärare Isidor Dannström uppmanade henne att söka till Operan. Systrarna var tidigt aktiva som privatlärare: Hilma gav musiklektioner från 16 års ålder.
Hilma och Emelie Zander drev en egen liten flickskola i Stockholm mellan 1849 och 1855. Sistnämnda år fick de två systrarna ett erbjudande från ett antal förmögna familjer i Halland att grunda en flickpension i landskapet. Systrarna flyttade då till Bårarp i Halland tillsammans med sina syskon och mor, och den Zanderska flickpensionen inrättades. Systrarna Zander beskrivs båda som ödmjuka och tillbakadragna men ändå med en förmåga att göra sig gällande och omtyckta av sina elever.  
Den grundades under en tid när de första så kallade "högre flickskolor" inrättades i Sverige med början i mitten på 1800-talet. Zanderska flickpensionen tillhörde dock inte dessa, utan fungerade som en flickpension snarare än en högre flickskola. 

### Verksamhet

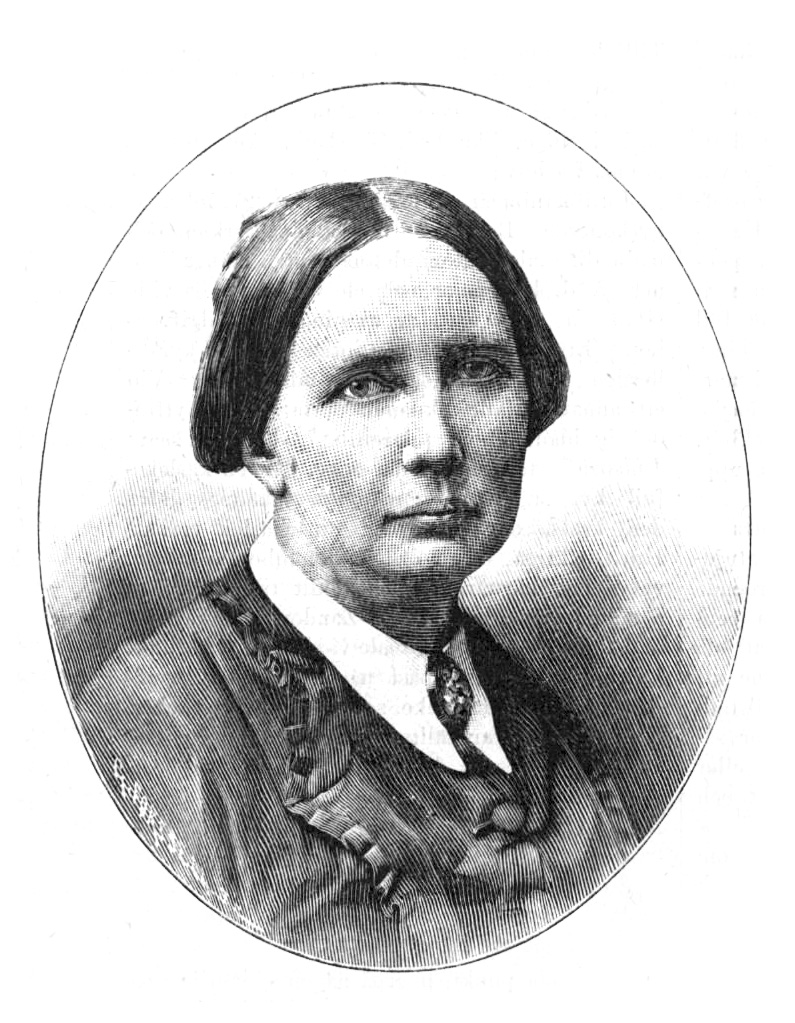
Hilma Zander. Xylografi i Idun 1894, nr 10.

Zanderska flickpensionen bedrev undervisning i vanliga skolämnen men lade också vikt vid estetik. Flickorna undervisades i att bli "goda societetsdamer" och i Stora salongen på Karlslunds herrgård fanns nio pianon. Det förekom ständiga musikaftnar, amatörpjäser och liknande övningar i vad som då betraktades som beståndsdelarna i societetens sällskapsliv. Eleverna fick också lära sig att ingen personlig begåvning eller talang kunde vara en ursäkt för en kvinna att undandra sig "hemmets plikter". 
Emelie Zander undervisade i religion, historia, geografi och "kökskemi och fysiologi" (hälsolära). Hilma Zander skötte skolans angelägenheter i egenskap av föreståndare och undervisade endast i välskrivning och gav ibland föreläsningar i musik. En kvinnlig lärare undervisade i svenska språket, litteraturhistoria, uppsats, grammatik och recitation, och ytterligare tre kvinnliga lärare från utlandet var anställda för att undervisa i var sitt språk.  
Den yngsta systern Mina deltog i undervisningen under de första åren innan hon gifte sig.  
Pensionen var på sin tid radikal eftersom den tillämpade friluftsaktiviteter och regelbunden gymnastik, något som på den tiden var ovanligt för kvinnliga elever. Systrarnas bror läkaren Gustaf Zander undervisade i gymnastik; Zander använde gymnastikmaskiner och särskilda träningsredskap för att träna musklerna och lade här grunden för den "mediko-mekaniska gymnastiken", d.v.s motion med träningsmaskiner. Gustaf Zander undervisade vid skolan 1857–1862. 

### Lokaler
Den första flickpensionen låg i Bårarp i södra Halland och här bedrevs undervisningen mellan åren 1855 och 1862. Det första skolhuset var en enkel byggnad med halmtak, med endast 12 elever. Skolans anseende och popularitet växte emellertid mycket snabbt.  
Därefter flyttade skolverksamheten till Partille mellan åren 1862 och 1871. Under denna tid mottog skolan elever från förmögna kretsar i Göteborg, men också hela Sverige, Norge och Finland. Vid denna tid indelades eleverna i sex klasser.  
Mellan åren 1871 och 1875 hyrdes sedan Karlslunds herrgård i Örebro till undervisning. Under denna tid anlitades utbildade (manliga) lärare från Karolinska läroverket för gossar i Örebro. Vid denna tid var pensionen en helpension med 57 elever. Skolan flyttade från lokalen enbart för att dess ägare ville börja använda byggnaden själv. 
1875 flyttade skolverksamheten till Hjulsta utanför Enköping. 1883 övergick rörelsen i läraren Helena Hallströms (1848–1945) ägo. Systrarna Zander bosatte sig då i Stockholm, och mottog medaljen Illis Quorum. Emelie Zander invaldes 1890 i Jakobs och Johannes skolråd. År 1883 uppges 500 elever ha undervisats i skolan. 
I januari 1893 flyttades verksamheten till Sparreholm och 1895 slutligen till Ström vid Södertälje.
1910 upplöstes flickpensionen helt. Vid den tiden hade 826 elever undervisats i skolan. Zanderska pensionen beräknas ha varit den största flickpension som funnits i Sverige.

### Föreståndare
1. 1855–1883: Hilma Zander
2. 1883–1910: Helena Hallström